# Helene Legradi
Helene Legradi, auch bekannt unter ihrem ersten Ehenamen Helene Sokal,  (* 26. März 1903 in Znaim; † 1990) war österreichische Juristin und kommunistische Widerstandskämpferin gegen den Nationalsozialismus.

## Schulzeit, Studium und Heirat
Als Tochter der Frauenrechtlerin, Lehrerin und Bürgerschuldirektorin Franziska Urschler und des Lehrers Rudolf Mirna wuchs sie in Znaim auf und besuchte dort das Mädchenlyzeum. Sie hatte einen älteren Bruder Walther (1894–1989), der unter dem Namen Theodore Victor Roelof-Lanner nach Amerika emigrierte. Danach studierte sie Staatswissenschaften und Nationalökonomie, promovierte 1926 zur Dr. sc. pol. und 1936 zur Dr. iur. Sie heiratete den Rechtsanwalt Sokal, mit dem sie drei Kinder hatte. Sie fand eine Anstellung als Rechtsanwaltsanwärterin in einer Kanzlei in Wien.

## Widerstand gegen den Nationalsozialismus
1936 trat sie der im Austrofaschismus verbotenen KPÖ bei. Dabei arbeitete sie mit Theodor Pawlin zusammen. Dieser wurde im Februar 1941 als Leiter der Provinzkommission der KPÖ von der Gestapo verhaftet. Als sie sicher war, dass sie von der darauf folgenden Verhaftungswelle nicht mehr erfasst werden würde, schloss sie sich der Widerstandsgruppe Maier-Messner an. Den Kontakt zu Heinrich Maier stellte ihr späterer Mann, der Chemiker und Direktor der Wiener Wander-Gesellschaft, Theodor Legradi her.
Sokal und Legradi übernahmen in der Gruppe das Unterbringen von Verfolgten (sogenannte U-Boote), den Schmuggel solcher Personen ins Ausland und deren Unterstützung mit Mitteln, die im engsten Kreis aufgebracht wurden.
Als wichtigste Aufgabe wurde 1942 erkannt, dass eine Verbindung zu den Alliierten aufgenommen und gehalten werden sollte, und dass man von ihnen eine Zusicherung im Sinne der später erfolgten Moskauer Deklaration bekäme. Dadurch wollte man Vorsorge für den Zeitpunkt des Einmarsches im Einvernehmen mit den Siegermächten treffen, um letzte Kämpfe und Zerstörung zu vermeiden. Maier, Sokal und Legradi erarbeiteten ein entsprechendes Memorandum, das auch einen Überblick über die wirtschaftlichen und stimmungsmäßigen Verhältnisse im Land gab. Helene Sokal lernte dieses elfseitige Dokument auswendig. Mit einem gefälschten Einladungsbrief, in dem es um eine angeblich anstehende Erbschaft in Schweizer Franken ging, erhielt sie über die Devisenstelle Wien die Erlaubnis für eine Reise in die Schweiz. Im Sommer 1942 konnte sie so in der Schweiz das Memorandum niederschreiben und in Luzern einem Bekannten von Maier, dem Theologieprofessor Otto Karrer das Papier übergeben. Dieser versprach, es über den ihm bekannten englischen Konsul dem englischen Politiker Cripps und dem sowjetischen Außenminister Molotow weiterzuleiten. Als Bestätigung für den Erhalt des Memorandums bat man um die Erwähnung des Kennworts 1. Mai 1942 im Rundfunk. Dieses Kennwort wurde tatsächlich einige Wochen später von der BBC gesendet, aus Moskau kam keine Antwort.
Nachdem bekannt geworden war, dass Theodor Pawlin im September 1942 zum Tod verurteilt worden war, fuhr Helene Sokal mit Theodor Pawlins Frau Eva, die auch schon einige Jahre in der Rechtsanwaltskanzlei als Hilfskraft tätig war, nach Berlin, um beim Oberreichsanwalt Ernst Lautz persönlich um Milderung des Urteils zu bitten. Dieser verneinte mit den Worten: „Für Funktionäre gibt es keine Gnade!“ Theodor Pawlin wurde im Jänner 1943 hingerichtet.
Im Zuge der Zerschlagung der Gruppe Maier-Messner wurde Helene Sokal am 4. April 1944 von der Gestapo festgenommen. Im Juli 1944 täuschte sie erfolgreich eine Blinddarmentzündung vor und wurde in das Allgemeine Krankenhaus gebracht. Dort gelang ihr wenige Tage nach der Operation die Flucht. Bis zur Befreiung Wiens lebte sie als „U-Boot“ in der Stadt.
Am 5. April 1945 ersuchte Sokal Kardinal Theodor Innitzer und Prälat Jakob Fried bei Beginn des Kampfes um Wien als Signal für die Einnahme der Stadt die Pummerin zu läuten, um unnötige Kämpfe zu ersparen, dies wurde von Innitzer aber abgelehnt.

## In der Zweiten Republik
Im April 1945 war Helene Sokal als Vertreterin der KPÖ an den Gesprächen mit der Roten Armee im Palais Auersperg über die Einsetzung eines Wiener Bürgermeisters beteiligt. Bis zur Rückkehr Johann Koplenigs aus Moskau vertrat sie die KPÖ auch im Wiener Rathaus, wo sie gemeinsam mit Drei-Tage-Bürgermeister Rudolf Prikryl und Klotilda Hrdlicka erste Gespräche mit der SPÖ führte.
Nach dem Krieg heiratete sie 1945 Theodor Legradi.
Helene Legradi war im Bund demokratischer Frauen Österreichs und in der Friedensbewegung aktiv. Politisch versuchte sie die Rechtsreform zur Gleichstellung der Frau voranzutreiben und verfasste zahlreiche Schriften dazu.
Josef Dobretsberger holte sie 1952 aufgrund ihrer volkswirtschaftlichen Kenntnisse in sein neu gegründetes Büro für Ost-West-Handel, dessen geschäftsführende Leiterin sie wurde und wo sie bis zum Ende des Büros 1989 aktiv war. Hierbei entstanden zahlreiche Kontakte nach China, wohin Helene Legradi auch mehrmals reiste.

„Geschäftsbeziehungen helfen dem Frieden, denn wer miteinander handelt, erschießt sich nicht.“

Seit 1980 soll sie auch – ohne ihr Wissen – Informationsquelle für die Hauptverwaltung A (HVA), den DDR-Auslandsnachrichtendienst der Stasi gewesen sein. Karl-Christoph Großmann gab später an, Legradis Kontaktoffizier in Wien gewesen zu sein. In dieser Zeit sollen Informationen, die sie aus Ostberlin bekam, und die sie im vierteljährlich erscheinenden Rundschreiben Mitteilungen für den Ost-West-Handel verbreitete, von der HVA produzierte Propaganda enthalten haben.
Helene Legradi blieb bis zu ihrem Lebensende Mitglied der KPÖ. Sie starb 1990 und wurde am 9. Februar 1990 am Inzersdorfer Friedhof bestattet.

## Werke
- Helene Legradi: ...und morgen bin ich Schöffe. Was der Volksrichter von seinem Amt wissen muß. Globus-Verlag, Wien 1948.
- Helene Legradi, Edmund Rudolf Fiala: Handbuch des österreichischen Osthandels. Österreichisches Büro für den Ost-West-Handel, Wien 1967.
- Helene Legradi: Und auf den Spuren Marco Polos. Kleine Geschichte des österreichischen Osthandels. Löcker, Wien 1986, ISBN 3-85409-097-8.
- Helene Legradi: Das andere Wien. Erlebtes aus den Jahren 1944/45. In: Materialien zur Zeitgeschichte. Nr. 5. Geyer Edition, Wien / Salzburg 1989, ISBN 3-85090-132-7.

## Belege
1. ↑  Legradi, Helene. In: Ilse Korotin (Hrsg.): biografıA. Lexikon österreichischer Frauen. Band 2: I–O. Böhlau, Wien/Köln/Weimar 2016, ISBN 978-3-205-79590-2, S. 1941 f.
2. 1 2 3  Manfred Mugrauer: Eine „Bande von Gaunern, Schwindlern und naiven Leuten“. In: DÖW (Hrsg.): Jahrbuch 2016: Fanatiker, Pflichterfüller, Widerständige. Wien 2016, ISBN 978-3-901142-66-6, S. 121–122, 137–138 (Online auf der Seite des DÖW [PDF; 542 kB]).
3. 1 2 3 4  Helene Legradi: Das andere Wien. Erlebtes aus den Jahren 1944/54. In: Erika Weinzierl, Rudolf G. Ardelt, Karl Stuhlpfarrer (Hrsg.): Materialien zur Zeitgeschichte. Band 5. Geyer Edition, Wien / Salzburg, ISBN 3-85090-132-7, Vorwort von Gerhard Schäffer, S. 7–13.
4. ↑  Siegfried Beer: "Arcel/Cassia/Redbird": Die Widerstandsgruppe Maier-Messner und der amerikanische Kriegsgeheimdienst OSS in Bern, Istanbul und Algier 1943/44. In: DÖW (Hrsg.): Jahrbuch 1993: Schwerpunkt Widerstand. 1993, S. 77 f.
5. ↑  Helene Legradi: Das andere Wien. Erlebtes aus den Jahren 1944/54. In: Erika Weinzierl, Rudolf G. Ardelt, Karl Stuhlpfarrer (Hrsg.): Materialien zur Zeitgeschichte. Band 5. Geyer Edition, Wien / Salzburg, ISBN 3-85090-132-7, S. 21.
6. ↑  Helene Legradi: Das andere Wien. Erlebtes aus den Jahren 1944/54. In: Erika Weinzierl, Rudolf G. Ardelt, Karl Stuhlpfarrer (Hrsg.): Materialien zur Zeitgeschichte. Band 5. Geyer Edition, Wien / Salzburg, ISBN 3-85090-132-7, S. 41.
7. ↑  Gertrude Enderle-Burcel: Josef Dobretsberger - ein politischer Grenzgänger im Ost-West-Handel. In: Gertrude Enderle-Burcel, Dieter Stiefel, Alice Teichova (Hrsg.): „Zarte Bande“ – Österreich und die europäischen planwirtschaftlichen Länder. Mitteilungen des Österreichischen Staatsarchivs. Sonderband 9. Studienverlag, Innsbruck 2006, ISBN 978-3-7065-4336-1, S. 147–149.
8. ↑  Jan von Flocken, Eberhard Vogt: Stasi: Wolfs Prinzessin in Wien. In: Focus. Nr. 10, 8. März 1999 (Online auf der Website von Focus).

| Personendaten    | Personendaten                                                    |
| ---------------- | ---------------------------------------------------------------- |
| NAME             | Legradi, Helene                                                  |
| ALTERNATIVNAMEN  | Sokal, Helene (Ehename, erste Ehe)                               |
| KURZBESCHREIBUNG | österreichische kommunistische Widerstandskämpferin und Juristin |
| GEBURTSDATUM     | 26. März 1903                                                    |
| GEBURTSORT       | Znojmo                                                           |
| STERBEDATUM      | 1990                                                             |